# Who Said
Who Said — поп-песня американской певицы и актрисы Майли Сайрус, выступающей в качестве Ханны Монтаны — альтер эго Майли Стюарт, главной героини сериала «Ханна Монтана».

## Критика
Крис Уильям из «Entertainment Weekly» описал стиль «Who Said» как одновременное имитации стилей Аврил Лавин, Эшли Симпсон и Бритни Спирс, которые, по его мнению, сокращают его лирическую тему.

## Списки композиций
- U.S. Digital Download

1. «Who Said» (Radio Edit) — 3:17

- U.S. iTunes Digital Download

1. «Who Said» (Radio Edit) — 3:17
2. «Radio Disney Interview» — 1:25

## Чарты
| Чарт (2006)                  | Пиковая позиция |
| ---------------------------- | --------------- |
| Hot Canadian Digital Singles | 65              |
| U.S. Billboard Hot 100       | 83              |
| U.S. Pop 100                 | 63              |